# Liste der Baudenkmäler in Metelen
Die Liste der Baudenkmäler in Metelen enthält die denkmalgeschützten Bauwerke auf dem Gebiet der Gemeinde Metelen im Kreis Steinfurt in Nordrhein-Westfalen (Stand: Juni 2021). Diese Baudenkmäler sind in der Denkmalliste der Gemeinde Metelen eingetragen; Grundlage für die Aufnahme ist das Denkmalschutzgesetz Nordrhein-Westfalen (DSchG NRW).

| Bild            | Bezeichnung     | Lage                           | Beschreibung                                   | Bauzeit                                   | Eingetragen seit | Denkmal- nummer |
| --------------- | --------------- | ------------------------------ | ---------------------------------------------- | ----------------------------------------- | ---------------- | --------------- |
| Kirchengebäude  | Kirchengebäude  | Kirchstraße 6 Karte            | St. Cornelius und Cyprianus                    | um 1100 bis etwa 1250                     | 29.08.1983       | 1               |
| Haus            | Haus            | Stiftsstraße 12 Karte          | Neue Abtei                                     | 1720                                      | 29.08.1983       | 2               |
| Haus            | Haus            | Mühlentor 22 Karte             | Wassermühle Plagemann, Mühlenmuseum            |                                           | 29.08.1983       | 3               |
| Haus            | Haus            | Stiftsstraße 4 Karte           | Dormitorium, Brennereigebäude Brinckwirth      | nach 1200                                 | 29.08.1983       | 4               |
| BW              | Haus            | Naendorf 6 Karte               | Spieker Schulze Lohoff                         | um 1800                                   | 01.04.1985       | 5               |
| Haus            | Haus            | Kirchstraße 7 Karte            | Torhäuschen Dr. Asbeck, Spieker                | 16. Jhd.                                  | 06.08.1985       | 6               |
| Haus            | Haus            | Stiftsstraße 8 Karte           | Haus Südhoff, ehemalige Kurie einer Stiftsdame | vor 1800                                  | 06.08.1985       | 7               |
| BW              | Haus            | Mersch 5 Karte                 | Kötterhaus Scholle, Fachwerkhaus               | Anfang 18. Jhd.                           | 06.08.1985       | 8               |
| Haus            | Haus            | Naendorf 74 Karte              | Bahnhofsempfangsgebäude Metelen-Land           | 1871                                      | 01.07.1987       | 9               |
| Haus            | Haus            | Sendplatz 20 Karte             | Amtshaus der Gemeinde Metelen                  | 1815/16                                   | 01.07.1987       | 10              |
| Haus            | Haus            | Sendplatz 5 Karte              | Altdeutsches Gasthaus Kock                     | Anfang des 19. Jhd.                       | 01.07.1987       | 11              |
| BW              | Stallgebäude    | Naendorf 6 Karte               | Schafstall Schulze Lohoff                      | 1870                                      | 01.07.1987       | 12              |
| BW              | Bildstock       | Zum Freistein 3 Karte          | Bildstock Artmann/Zum Freistein                | 1685                                      | 03.09.1987       | 13              |
|                 | Bildstock       | Prozessionsweg                 | Bildstock Deitermann/Hintermersch              | 1747                                      | 03.09.1987       | 14              |
|                 | Bildstock       | Prozessionsweg                 | Bildstock Enning/Rott                          | 17. Jhd.                                  | 03.09.1987       | 15              |
| Bildstock       | Bildstock       | Ochtruper Straße 5 Karte       | Bildstock "am alten Friedhof", Mühlentor       | 18. Jhd.                                  | 03.09.1987       | 16              |
| Statue          | Statue          | Kirchstraße Karte              | Johannes-Nepomuk-Statue                        | Mitte des 18. Jhd.                        | 01.10.1987       | 17              |
| Statue          | Statue          | Vechtebrücke/B70 Karte         | Johannes-Nepomuk-Statue                        | 2. Hälfte des 18. Jhd.                    | 01.10.1987       | 18              |
| Natursteintafel | Natursteintafel | Kirchstraße 3 Karte            | Brandtafel von 1575                            | 1575                                      | 28.10.1987       | 19              |
| Natursteintafel | Natursteintafel | Kirchstraße 3 Karte            | Brandtafel "IN DEO SPES MEA"                   | 1575                                      | 28.10.1987       | 20              |
| Natursteintafel | Natursteintafel | Kirchstraße 13 Karte           | Natursteintafel Lateinschule                   | 1677                                      | 05.11.1987       | 21              |
| Natursteintafel | Natursteintafel | Kirchstraße 13 Karte           | Natursteintafel Deutschschule                  | 1677                                      | 05.11.1987       | 22              |
| BW              | Haus            | Schilden 7 Karte               | Hausfront Lampen-Pieper                        | ursprünglich 1740 erbaut, 1811 neue Front | 05.11.1987       | 23              |
| BW              | Wegekreuz       | Bs. Samberg Karte              | Wegekreuz Steingrobe, Hintermersch             | 19. Jhd.                                  | 22.09.1988       | 24              |
| BW              | Wegekreuz       | Hilbuskolk/Eper Straße Karte   | Wegekreuz Hilbuskolk                           | 19. Jhd.                                  | 22.09.1988       | 25              |
| BW              | Grabdenkmal     | Ochtruper Straße 5 Karte       | Grabdenkmal Amtmann von Martels                |                                           | 25.11.1988       | 26              |
| Grabdenkmal     | Grabdenkmal     | Ochtruper Straße 5 Karte       | Grabdenkmal Schründer                          | 1903                                      | 05.10.1988       | 27              |
| Grabdenkmal     | Grabdenkmal     | Ochtruper Straße 5 Karte       | Grabdenkmal Kleppel                            | 1914                                      | 05.10.1988       | 28              |
| Grabdenkmal     | Grabdenkmal     | Ochtruper Straße 5 Karte       | Grabdenkmal Sanitätsrat Hüntemann              | 1903                                      | 05.10.1988       | 29              |
| BW              | Grabdenkmal     | Ochtruper Straße 5 Karte       | Grabdenkmal Brandenburg                        |                                           | 05.10.1988       | 31              |
| BW              | Haus            | Samberg 9 Karte                | Holzschuhmacherwerkstatt Herdering             | 2. Hälfte des 19. Jahrhunderts            | 02.08.1990       | 32              |
| BW              | Haus            | Samberg 6 Karte                | Kleinkraftwerk Brüggemann                      |                                           | 09.08.1990       | 33              |
| Mauer           | Mauer           | Kirchstraße Karte              | Stiftsmauer                                    |                                           | 12.02.1991       | 34              |
| BW              | Haus            | Naendorf 2A Karte              | Kötterhaus Looks                               | um 1800                                   | 26.08.1992       | 35              |
| BW              | Scheune         | Samberg 9 Karte                | Mäusescheune Herdering                         | Ende des 18. Jahrhunderts                 | 26.08.1992       | 36              |
|                 | Markenstein     | Uesbecker Esch/Vogelparkstraße | Markenstein "Uesbecker Esch"                   | 1708                                      | 26.08.1992       | 37              |
| BW              | Markenstein     | Ochtruper Straße Karte         | Markenstein "Ochtruper Straße"                 | 1739                                      | 10.09.1992       | 38              |
| BW              | Markenstein     | Eper Straße Karte              | Markenstein "Eper Straße"                      | 1709                                      | 10.09.1992       | 39              |
| Gedenkstein     | Gedenkstein     | Sendplatz/Neutor Karte         | Gedenkstein "17. Juni 1953"                    | 1963                                      | 10.09.1992       | 40              |
| BW              | Haus            | Naendorf 18 Karte              | Bügeltransformator "Lange Riege"               | 1921                                      | 08.09.1994       | 42              |
| BW              | Haus            | Samberg 6 Karte                | Backhaus Brüggemann                            |                                           | 13.09.1994       | 43              |
| Haus            | Haus            | Vitustor 1 Karte               | Haus Kirsch                                    |                                           | 13.09.1994       | 45              |
| BW              | Sonnenuhr       | Mühlentor 22 Karte             | Sonnenuhr Naturstein                           |                                           | 13.09.1994       | 46              |
| BW              | Grenzstein      | Zum Freistein Karte            | Freistein                                      |                                           | 13.09.1994       | 47              |
| BW              | Markenstein     | Kleimannweg Karte              | Markenstein "Kleimannweg"                      | 1706                                      | 13.09.1994       | 48              |
| BW              | Wegekreuz       | Naendorf 40 Karte              | Wegekreuz Stauvermann                          |                                           | 13.09.1994       | 49              |
| BW              | Wegekreuz       | Hilbuskolk Karte               | Äbtissinnenkreuz "Hilbuskolk"                  | 1661                                      | 13.09.1994       | 50              |
|                 | Grabkreuz       | Prozessionsweg                 | Äbtissinnenkreuz "Enning Rott"                 | 1659                                      | 14.09.1994       | 51              |
| BW              | Grabkreuz       | Samberg 36 Karte               | Äbtissinnenkreuz "Kestermann"                  | Mitte 17. Jhd.                            | 14.09.1994       | 52              |
| BW              | Grabkreuz       | Stiftsstraße 12 Karte          | Äbtissinnenkreuz "Stiftsgarten"                | Mitte 17. Jhd.                            | 06.10.1994       | 53              |
| BW              | Grabkreuz       | Schöppinger Straße Karte       | Äbtissinnenkreuz "Feldhues"                    | Mitte 17. Jhd.                            | 12.10.1994       | 54              |
| Haus            | Haus            | Mühlentor 11 Karte             | Ackerbürgerhaus                                |                                           | 18.11.1996       | 55              |
| Friedhof        | Friedhof        | Schöppinger Straße Karte       | Jüdischer Friedhof                             |                                           | 27.08.2009       | 57              |

Hinweis: Die nicht aufgeführten Nummern der Denkmalliste betreffen ein bewegliches Denkmal (Nr. 41; transferiert nach Münster) und ein Bodendenkmal (Nr. 56).

## Gelöschte Baudenkmäler
| Bild        | Bezeichnung | Lage                     | Beschreibung                         | Bauzeit | Eingetragen seit | Denkmal- nummer |
| ----------- | ----------- | ------------------------ | ------------------------------------ | ------- | ---------------- | --------------- |
| Grabdenkmal | Grabdenkmal | Ochtruper Straße 5 Karte | Grabdenkmal Anton Wesseler; gelöscht | 1928    | 05.10.1988       | 30              |
| BW          | Haus        | Schilden 21 Karte        | Giebelfront Focke; gelöscht 2011     | um 1860 | 13.09.1994       | 44              |